# Arctostaphylos patula
Arctostaphylos patula e una especie de arbusto perteneciente a la familia de las ericáceas. Es originaria del oeste de Norteamérica donde crece en los bosques de coníferas a una altitud moderada a alta.

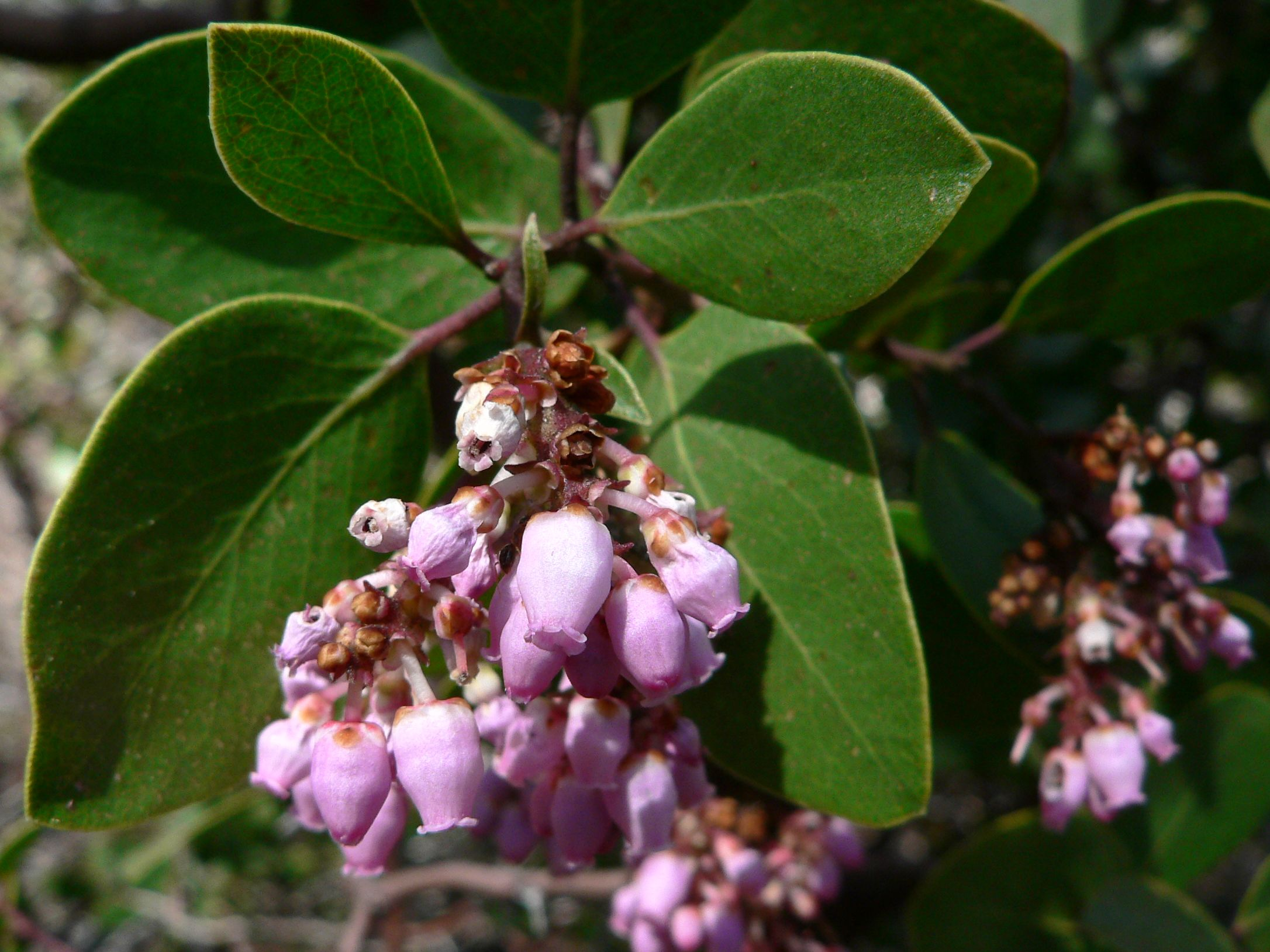
Inflorescencia

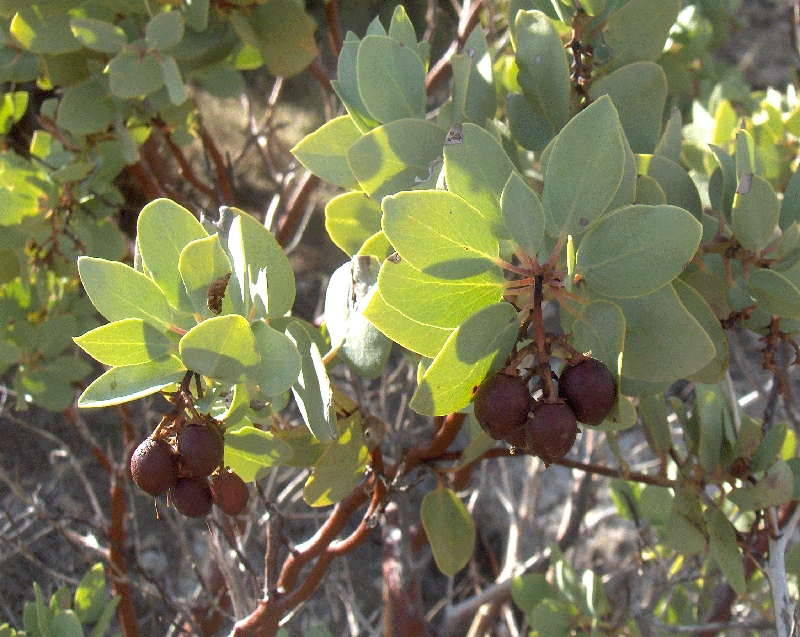
Frutos

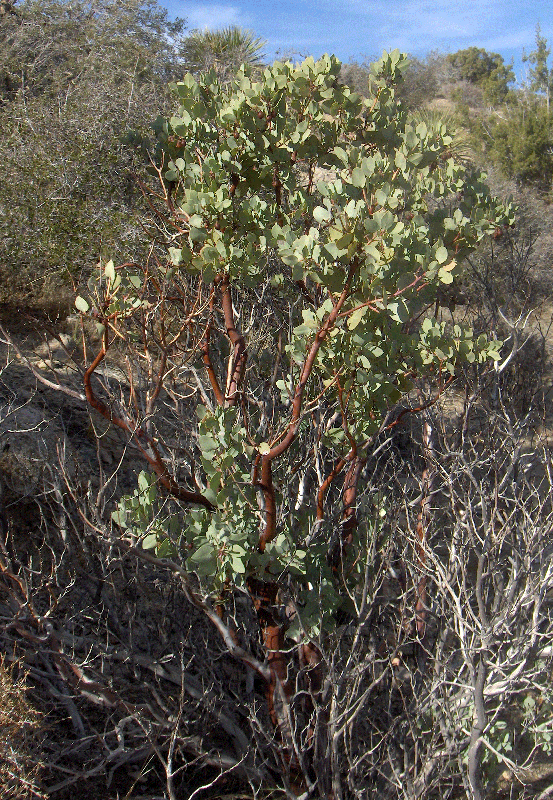
Vista de la planta

## Descripción
Es un arbusto que alcanza un tamaño de uno a dos metros de altura. Es bajo con algunas de las ramas inferiores de enraizamiento en el suelo y otras que se extienden más hacia fuera que hacia arriba. Los tallos están torcidos y son de color marrón rojizo, y brillante debido a la secreción glandular. Las hojas tienen forma ovalada a casi redondeada, y plana, brillante y suave. Mide 6 centímetros de largo y cuatro de ancho como máximo. Las flores son abundantes de color blanco al rosa y con forma de urna, cada uno con cinco lóbulos pequeños en la boca de la corola, colgando en racimos. Los frutos son de color marrón oscuro en forma de drupas de casi un centímetro de ancho, cada uno con alrededor de cinco duras semillas recubiertas. 

## Ecología
Las semillas son dispersadas por mamíferos y los frutos los consumen y dispersan grandes mamíferos como los osos, coyotes, tejones y zorros. Las semillas requieren de un incendio seguido de frío para germinar, las semillas pueden permanecer latentes en el suelo durante cientos de años.

## Usos
Algunos indios de las tribus del Plateau beben un té de Arctostaphylos patula como catártico.

## Taxonomía
Arctostaphylos patula fue descrita por Edward Lee Greene y publicado en Pittonia 2(10B): 171. 1891.
Etimología
Arctostaphylos: nombre genérico que deriva de las palabras griegas arktos = "oso", y staphule = "racimo de uvas", en referencia al nombre común de las especies conocidas y tal vez también en alusión a los osos que se alimentan de los frutos de uva.
patula: epíteto latino que significa "extendida".
Sinonimia
- Arctostaphylos pungens var. platyphylla A.Gray
- Uva-ursi patula (Greene) Abrams[5][6]